# Rallye Finnland 2006

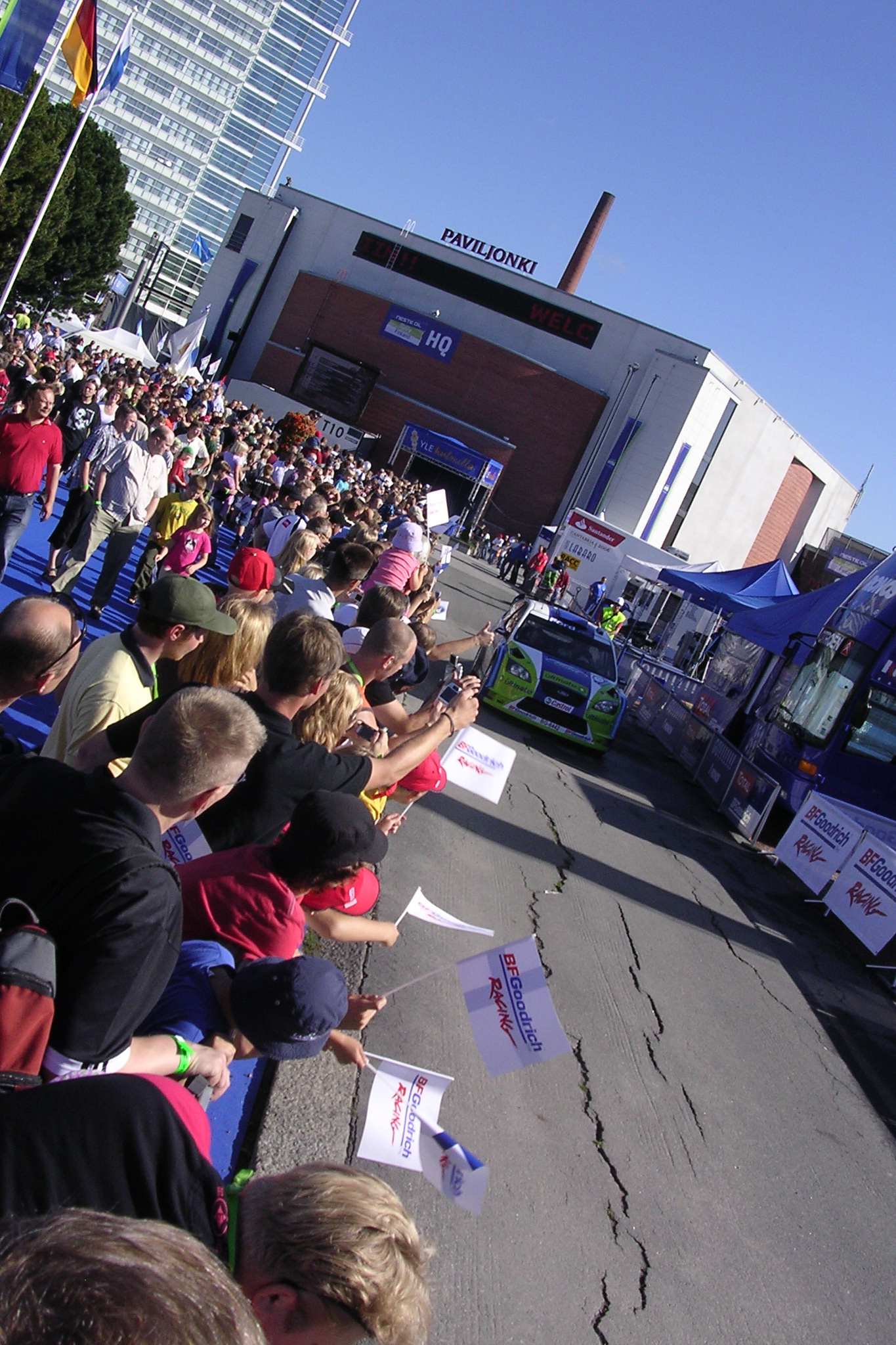
Die Sieger Marcus Grönholm und Timo Rautiainen im Ford Focus RS WRC.

Die 56. Rallye Finnland war der 10. Lauf zur FIA-Rallye-Weltmeisterschaft 2006. Sie dauerte vom 18. bis zum 20. August 2006 und es waren insgesamt 21 Wertungsprüfungen (WP) zu fahren.

## Klassifikationen

### Endergebnis
| WRC     |                      |                      |                       |           |                |    |
| 01      | Marcus Grönholm      | Timo Rautiainen      | Ford Focus RS WRC     | 2:52:50.3 | 00:00.0 0:00.0 | 10 |
| 02      | Sébastien Loeb       | Daniel Elena         | Citroën Xsara WRC     | 2:53:57.0 | 01:06.7 1:06.7 | 8  |
| 03      | Mikko Hirvonen       | Jarmo Lehtinen       | Ford Focus RS WRC     | 2:54:24.8 | 01:34.5 0:27.8 | 6  |
| 04      | Henning Solberg      | Cato Menkerud        | Peugeot 307 WRC       | 2:56:48.1 | 03:57.8 2:23.3 | 5  |
| 05      | Gianluigi Galli      | Giovanni Bernacchini | Peugeot 307 WRC       | 2:58:30.2 | 05:39.9 1:42.1 | 4  |
| 06      | Janne Tuohino        | Mikko Markkula       | Citroën Xsara WRC     | 2:58:55.3 | 06:05.0 0:25.1 | 3  |
| 07      | Jussi Välimäki       | Jarkko Kalliolepo    | Mitsubishi Lancer WRC | 2:59:45.7 | 06:55.4 0:50.4 | 2  |
| 08      | Jan Kopecký          | Filip Schovanek      | Škoda Fabia WRC       | 3:03:05.3 | 10:15.0 3:19.6 | 1  |
| 09      | Manfred Stohl        | Ilka Minor           | Peugeot 307 WRC       | 3:06:18.3 | 13:28.0 3:13.0 | 0  |
| 10      | Matthew Wilson       | Michael Orr          | Ford Focus RS WRC     | 3:07:37.7 | 14:47.4 1:19.4 | 0  |
| JWRC    |                      |                      |                       |           |                |    |
| 01 (15) | Guy Wilkus           | Phil Pugh            | Suzuki Swift S1600    | 3:16:05.7 | 0:00.0         | 10 |
| 02 (18) | Per-Gunnar Andersson | Jonas Andersson      | Suzuki Swift S1600    | 3:18:43.2 | 2:37.5         | 8  |
| 03 (21) | Matti Rantanen       | Jan Lönegren         | Honda Civic Type-R    | 3:24:51.6 | 8:45.9 6:08.4  | 6  |

Insgesamt wurden 68 von 101 gemeldeten Fahrzeugen klassiert.

### Wertungsprüfungen
| Tag                          | WP                 | Name      | Länge   | Start MESZ      | Gewinner        | Co-Pilot          | Auto              | Zeit            | Leader         |
| Tag 1 17. August             |                    |           |         |                 |                 |                   |                   |                 |                |
| ---------------------------- | ------------------ | --------- | ------- | --------------- | --------------- | ----------------- | ----------------- | --------------- | -------------- |
| Tag 1 17. August             | WP1                | Killeri 1 | 2,06 km | 19:00           | Sébastien Loeb  | Daniel Elena      | Citroën Xsara WRC | 01:21.4         | Sébastien Loeb |
| Tag 2 18. August             |                    |           |         |                 |                 |                   |                   |                 | Sébastien Loeb |
| Service Paviljonki 07:00 Uhr |                    |           |         |                 |                 |                   |                   |                 | Sébastien Loeb |
| WP2                          | Lankamaa           | 24,98 km  | 08:21   | Marcus Grönholm | Timo Rautiainen | Ford Focus RS WRC | 11:59.7           | Marcus Grönholm |                |
| WP3                          | Laukaa             | 11,82 km  | 09:09   | Marcus Grönholm | Timo Rautiainen | Ford Focus RS WRC | 05:40.8           | Marcus Grönholm |                |
| WP4                          | Ruuhimäki          | 7,57 km   | 10:04   | Marcus Grönholm | Timo Rautiainen | Ford Focus RS WRC | 03:57.2           | Marcus Grönholm |                |
| Service Paviljonki 10:58 Uhr |                    |           |         |                 |                 |                   |                   | Marcus Grönholm |                |
| WP5                          | Vellipohja 1       | 36,39 km  | 12:08   | Sébastien Loeb  | Daniel Elena    | Citroën Xsara WRC | 17:51.9           | Marcus Grönholm |                |
| WP6                          | Mökkiperä 1        | 12,61 km  | 13:17   | Sébastien Loeb  | Daniel Elena    | Citroën Xsara WRC | 06:11.2           | Marcus Grönholm |                |
| Service Paviljonki 14:26 Uhr |                    |           |         |                 |                 |                   |                   | Marcus Grönholm |                |
| WP7                          | Vellipohja 2       | 36,39 km  | 15:36   | Marcus Grönholm | Timo Rautiainen | Ford Focus RS WRC | 18:05.8           | Marcus Grönholm |                |
| WP8                          | Mökkiperä 2        | 12,61 km  | 16:45   | Sébastien Loeb  | Daniel Elena    | Citroën Xsara WRC | 06:20.1           | Marcus Grönholm |                |
| WP9                          | Killeri 2          | 2,06 km   | 19:00   | Marcus Grönholm | Timo Rautiainen | Ford Focus RS WRC | 01:21.6           | Marcus Grönholm |                |
| Service Paviljonki 19:27 Uhr |                    |           |         |                 |                 |                   |                   | Marcus Grönholm |                |
| Tag 3 19. August             |                    |           |         |                 |                 |                   |                   | Marcus Grönholm |                |
| Service Paviljonki 05:00 Uhr |                    |           |         |                 |                 |                   |                   | Marcus Grönholm |                |
| WP10                         | Vaheri 1           | 19,91 km  | 06:06   | Marcus Grönholm | Timo Rautiainen | Ford Focus RS WRC | 09:47.6           | Marcus Grönholm |                |
| WP11                         | Ouninpohja Lansi 1 | 13,98 km  | 07:20   | Sébastien Loeb  | Daniel Elena    | Citroën Xsara WRC | 06:33.0           | Marcus Grönholm |                |
| WP12                         | Ouninpohja Ita 1   | 16,55 km  | 07:43   | Marcus Grönholm | Timo Rautiainen | Ford Focus RS WRC | 07:51.7           | Marcus Grönholm |                |
| Service Paviljonki 09:28 Uhr |                    |           |         |                 |                 |                   |                   | Marcus Grönholm |                |
| WP13                         | Urria              | 10,00 km  | 10:44   | Marcus Grönholm | Timo Rautiainen | Ford Focus RS WRC | 04:40.8           | Marcus Grönholm |                |
| WP14                         | Ouninpohja Lansi 2 | 13,98 km  | 12:07   | Marcus Grönholm | Timo Rautiainen | Ford Focus RS WRC | 06:30.7           | Marcus Grönholm |                |
| WP15                         | Ouninpohja Ita 2   | 16,55 km  | 12:30   | Marcus Grönholm | Timo Rautiainen | Ford Focus RS WRC | 07:51.8           | Marcus Grönholm |                |
| Service Paviljonki 14:15 Uhr |                    |           |         |                 |                 |                   |                   | Marcus Grönholm |                |
| WP16                         | Moksi - Leustu     | 40,96 km  | 15:48   | Marcus Grönholm | Timo Rautiainen | Ford Focus RS WRC | 20:25.6           | Marcus Grönholm |                |
| WP17                         | Himos              | 12,97 km  | 17:04   | Marcus Grönholm | Timo Rautiainen | Ford Focus RS WRC | 07:09.1           | Marcus Grönholm |                |
| Service Paviljonki 18:49 Uhr |                    |           |         |                 |                 |                   |                   | Marcus Grönholm |                |
| Tag 4 20. August             |                    |           |         |                 |                 |                   |                   | Marcus Grönholm |                |
| Service Paviljonki 07:30 Uhr |                    |           |         |                 |                 |                   |                   | Marcus Grönholm |                |
| WP18                         | Kuohu 1            | 7,80 km   | 08:14   | Mikko Hirvonen  | Jarmo Lehtinen  | Ford Focus RS WRC | 03:42.4           | Marcus Grönholm |                |
| WP19                         | Jukojärvi 1        | 22,31 km  | 09:27   | Mikko Hirvonen  | Jarmo Lehtinen  | Ford Focus RS WRC | 10:46.6           | Marcus Grönholm |                |
| WP20                         | Kuohu 2            | 7,80 km   | 10:45   | Mikko Hirvonen  | Jarmo Lehtinen  | Ford Focus RS WRC | 03:42.6           | Marcus Grönholm |                |
| WP21                         | Jukojärvi 2        | 22,31 km  | 11:58   | Mikko Hirvonen  | Jarmo Lehtinen  | Ford Focus RS WRC | 10:39.5           | Marcus Grönholm |                |
| Service Paviljonki 13:26 Uhr |                    |           |         |                 |                 |                   |                   | Marcus Grönholm |                |

### Gewinner Wertungsprüfungen
| WP                   | Anzahl | Fahrer          | Auto              |
| -------------------- | ------ | --------------- | ----------------- |
| 2–4, 7, 9, 10, 12–17 | 12     | Marcus Grönholm | Ford Focus RS WRC |
| 1, 5, 6, 8, 11       | 5      | Sébastien Loeb  | Citroën Xsara WRC |
| 18–21                | 4      | Mikko Hirvonen  | Ford Focus RS WRC |

### Fahrer-WM nach der Rallye
| Pos. | Fahrer          | Punkte |
| ---- | --------------- | ------ |
| 1    | Sébastien Loeb  | 92     |
| 2    | Marcus Grönholm | 61     |
| 3    | Dani Sordo      | 41     |
| 4    | Mikko Hirvonen  | 27     |
| 5    | Manfred Stohl   | 24     |

### Team-Weltmeisterschaft
| Pos. | Team               | Punkte |
| ---- | ------------------ | ------ |
| 1    | Kronos Citroën WRT | 122    |
| 2    | Ford WRT           | 107    |
| 3    | Subaru WRT         | 65     |
| 4    | Peugeot Norway     | 50     |